# 四強 (モータースポーツ)
モータースポーツにおける「四強」とは、広義には各競技の各年のドライバーやコンストラクターズ選手権の上位4名（4チーム）を指す。また同時期における優れたレーサーもしくはライダー4人を指す単語としても使われ、この場合日本では「四天王」と表現されることもある。本稿では後者について述べる。
4輪レースではF1におけるネルソン・ピケ、ナイジェル・マンセル、アラン・プロスト、アイルトン・セナ、2輪レースではWGPにおけるエディ・ローソン、ワイン・ガードナー、ウェイン・レイニー、ケビン・シュワンツが、四強としてよく知られており、共に1980年代から1990年代前半に活躍した。2000年代終盤にバレンティーノ・ロッシ、ケーシー・ストーナー、ホルヘ・ロレンソ、ダニ・ペドロサが新たな四強としてそう呼ばれている。

## F1における四強

### ドライバー
- ネルソン・ピケ（1952年8月17日 -）　ブラジル人。1978年第11戦西ドイツGPにてデビュー、1991年最終戦オーストラリアGPをもってF1引退。1981年・1983年・1987年ワールドチャンピオン。
- ナイジェル・マンセル（1953年8月8日 -）　イギリス人。1980年第10戦オーストリアGPにてデビュー、1992年最終戦オーストラリアGPをもって一度引退後、その後短期間復帰するも1995年第4戦スペインGPをもって引退。1992年ワールドチャンピオン。
- アラン・プロスト（1955年2月24日 -）　フランス人。1980年開幕戦アルゼンチンGPにてデビュー、1993年最終戦オーストラリアGPをもって引退。1985年・1986年・1989年・1993年ワールドチャンピオン。
- アイルトン・セナ（1960年3月21日 - 1994年5月1日）　ブラジル人。1984年開幕戦ブラジルGPにてデビュー、1994年第3戦サンマリノGP決勝におけるクラッシュで他界。1988年・1990年・1991年ワールドチャンピオン。

### 概要
- ピケが初タイトルを獲得した1981年から、プロストが最後のタイトルを獲得した1993年までの14年間において、この4人以外でタイトルを獲得したのは、1982年のケケ・ロズベルグと1984年のニキ・ラウダのみ。このうち1983年にはピケVSプロスト、1986年にプロストVSマンセルVSピケ、1987年にピケVSマンセル、1988年～1990年にセナVSプロスト、1991年にはセナVSマンセルの構図でチャンピオン争いが行われた。一方でピケとセナは全盛期に開きがあり（セナのデビュー時点で、既にピケは2度チャンピオンを獲得していた）、2人だけで直接タイトル争いをすることは無かった。
- 1986年と1987年には、ドライバーズランク上位4名をこの4人が独占した。特に1986年は最終戦を迎えた時点でセナを除く3人にチャンピオンの可能性があり、セナも第13戦イタリアGPまではチャンピオンの可能性が残っていた為、四強を象徴するシーズンとしてしばしば取り上げられる。また1990年も、上位5名までには4人とも入っている。
- 4名全員が勝利を挙げた年は1985年～1987年、1990年の4シーズン。
- 4人の中では、マンセルのみ4人同時に参戦していたシーズンにタイトルを獲得したことがない。またタイトル獲得が1度だけなのもマンセルのみである。
- 4人とも複数年ホンダエンジンを搭載したマシンで戦い、レースでも勝利を収めている。一方で、ピケのみルノーエンジンを搭載したマシンでのドライブ経験がない（他の3人はルノーエンジン搭載車でのレース勝利歴もある）。
- 1991年から1997年までは通算ドライバーズポイントランキング歴代4位までが、この4名で独占されていた（1998年シーズン終了時点でミハエル・シューマッハが歴代3位にランクイン）。

#### 互いの人間関係
- ピケとマンセル

1986年・1987年にウィリアムズでチームメイトとなったが、そりが合わずに大きな確執を生み、互いの情報も交換しない程だった。特にピケはマンセルの妻であるロザンヌの容姿を貶すなど、口での攻撃も多くあった。
- ピケとプロスト

この4人の人間関係においては、唯一問題を思わせるエピソードは無く、不仲とはされない組み合わせである。
- ピケとセナ

同胞ではあるが、ピケはリオデジャネイロ、セナはサンパウロ出身ということもあってか、不仲なことで知られた。元々セナのほうは先輩であるピケに好意的だったが、F1デビュー前にピットを訪れた際、ピケに挨拶したものの無視されたことと、セナがF1へステップアップする際にブラバムと交渉したが、当時ブラバムに所属していたピケがセナの加入に反対したことに端を発する、とされることが多い。
- マンセルとプロスト

元々は仲が良く、マンセルは「プロストを尊敬している」と公言までしていた。しかし1990年にフェラーリでチームメイトとなると、関係は悪化していった。マンセルはその自伝において、後年でもプロストをこき下ろしている。しかし両ドライバー引退後は関係が良化しているようで、2019年ラウダの葬式の際には2人仲良く談笑しながら葬儀場へ向かう姿も見られた。
- マンセルとセナ

1987年ベルギーGPで接触した際、ピットで殴り合いの乱闘を起こすなど、いざこざは多くあったものの、セナがリタイアした時にレース後マンセルがセナを拾ってピットまで送り届けたり、互いのチャンピオン獲得時に祝福し合うなど、爽やかなエピソードも多い。
- プロストとセナ

4人の中でも最も多く語られ、ライバル関係として知られた。1988年・1989年にマクラーレンでチームメイトとなり、当初は（少なくとも表面上は）友好的な関係が知られていたが、後には悪化し、1989年・1990年には共に接触によってチャンピオンが決定した。何度も確執と和解を繰り返したが、1993年のプロスト引退時において、ピット・表彰台で握手を交わし最後の和解を行った。また後年には、プロストは「実際以上にライバル以上の敵対関係として捉えられることとなった。」と語っている。

## WGPにおける四強

### ライダー
- エディ・ローソン（1958年3月11日 -）　アメリカ人。1983年開幕戦南アフリカGPにて500ccデビュー、1992年最終戦南アフリカGPをもってWGP引退。1984年・1986年・1988年・1989年500ccクラス・ワールドチャンピオン。
- ワイン・ガードナー（1959年10月11日 -）　オーストラリア人。1983年第8戦オランダGPにて500ccデビュー、1992年最終戦南アフリカGPをもってWGP引退。1987年500ccクラス・ワールドチャンピオン。
- ウェイン・レイニー（1960年3月11日 -）　アメリカ人。1988年開幕戦日本GPにて500ccデビュー、1993年第12戦イタリアGP決勝中の転倒により、下半身不随となり引退。1990年・1991年・1992年500ccクラス・ワールドチャンピオン。
- ケビン・シュワンツ（1964年6月19日 -）　アメリカ人。1988年開幕戦日本GPにて500ccデビュー、1995年第3戦日本GPをもってWGP引退。1993年500ccクラス・ワールドチャンピオン。

### 概要
- レイニーとシュワンツがデビューした1988年以降、揃い踏みした最後の年である1992年まで、1991年を除けば全員が勝利を挙げていた。F1の四強と比較すると揃い踏みした期間は短く、また直接チャンピオン争いが行われたケースも少なかった。1989年にはローソンVSレイニー、1993年にはシュワンツVSレイニーでチャンピオンが争われた。
- このうちレイニーとシュワンツは、国内時代から続く、互いの強いライバル意識が知られていた。
- 1991年頃からは、この4名にマイケル・ドゥーハン、ジョン・コシンスキーを加え、「六強」とも称された。

### ライダー
- バレンティーノ・ロッシ(1979年2月16日 -）　イタリア人。2000年開幕戦南アフリカGPで500ccデビュー、2000年の最高峰デビュー以降現在において絶大なる人気と強さを誇る。2001年・2002年・2003年・2004年・2005年・2008年・2009年500ccクラス/motoGPクラス・ワールドチャンピオン。2021年最終戦バレンシアで現役引退。
- ケーシー・ストーナー（1985年10月16日 -）　オーストラリア人。2006年開幕戦スペインGPにてMotoGPデビュー。2012年最終戦バレンシアで現役引退。2007年・2011年MotoGPクラス・ワールドチャンピオン。
- ホルヘ・ロレンソ（1987年5月4日 -）　スペイン人。2008年開幕戦カタールGPにてMotoGPデビュー。2010年・2012年・2015年MotoGPクラス・ワールドチャンピオン。
- ダニ・ペドロサ（1985年9月29日 -）　スペイン人。2006年開幕戦スペインGPにてMotoGPデビュー、4人の中で唯一MotoGPクラスのチャンピオン経験がない。

### 概要
2002年から最高峰クラスが4ストロークエンジンを使用したMotoGPクラスへと変更されたが、2001年に500ccクラス最後のチャンピオンとなったロッシがその強さを十二分に発揮し、2005年まで5年連続でチャンピオンを獲得するなどロッシ1強ともいえる状況だったが、2007年にドゥカティに移籍したストーナーが圧倒的な速さでチャンピオンを獲得、翌年にそのロッシのチームメイトとしてMotoGPデビューを果たしたロレンソ、転倒によるケガで速さや実力を十分にみせながらもチャンピオンに手が届かないペドロサと、2006年以降ロッシの座を脅かすライバルが登場した事で、2002～2005年までと違い激しいチャンピオン争いが繰り広げられている。この4人は「ビッグ4」、「ファンタスティック4」とも称され常にチャンピオン候補として名前があがる。

特にペドロサとロレンソは同じスペイン人で同年代ということもあってか、互いに強いライバル意識がある事で知られる（ただし2010年頃から、それまでの会話どころか目も合わせないという状況から、穏やかに談話したりと2人の関係性にも変化が起きている)。